# هيروكي مأواوتارو
هيروكي مأواوتارو (باليابانية: 馬渡 洋樹) (16 أغسطس 1994 في فوكوكا في اليابان – )؛ هو لاعب كرة قدم سابق كان يلعب كحارس مرمى.

## وصلات خارجية
- هيروكي مأواوتارو على موقع رابطة كرة القدم اليابانية للمحترفين (اليابانية)
- هيروكي مأواوتارو على موقع قاعدة بيانات كرة القدم.إي يو (الإنجليزية)
- هيروكي مأواوتارو على موقع Soccerway.com (الإنجليزية)
- هيروكي مأواوتارو على موقع عالم كرة القدم.نت (الإنجليزية)